# Micragone nubifera
Micragone nubifera är en fjärilsart som beskrevs av Eugène Louis Bouvier 1936. Micragone nubifera ingår i släktet Micragone och familjen påfågelsspinnare. Inga underarter finns listade i Catalogue of Life.